# Barrette sonore
Pour les articles homonymes, voir Barrette.
Dans le domaine du marquage routier, on désigne par barrette sonore, bande de rive sonore ou bande d'alerte sonore, un procédé de marquage à protubérances qui émet un bruit perceptible par l’usager lorsqu’il roule dessus et lui indique qu’il sort de son couloir de roulement. Elles constituent ainsi un dispositif d'alerte sonore.

## Usages
Les barrettes sonores sont utilisées dans les zones où les bandes d’arrêt d'urgence (BAU) sont étroites ou inexistantes, les accotements dangereux, les zones à fort trafic poids lourds, les tunnels. Elles sont recommandées dans les régions pluvieuses ou à brouillard fréquent et pour tout site où la sortie de chaussée entraîne de graves conséquences.

### En France
Face à l’augmentation du nombre de tués sur la route constatée les premiers mois de l’année 2011, le Comité interministériel de la sécurité routière (CISR) a décidé un ensemble de mesures visant à renforcer la sécurité routière. Afin de renforcer la vigilance au volant et combattre tous les facteurs qui réduisent l’attention portée à la conduite, il a en particulier été décidé d’installer des dispositifs d’alerte sonore, ou barrettes sonores, sur l’ensemble des autoroutes françaises, au fur et à mesure de la réalisation de travaux.

## Caractéristiques
Les barrettes sonores sont réalisées à partir d'enduit à froid ou d'enduit à chaud thermoplastique